# Thudaca
Thudaca is een geslacht van vlinders van de familie sikkelmotten (Oecophoridae), uit de onderfamilie Hypertrophinae.

## Soorten
- T. calligramma Lower
- T. calliphrontis Meyrick, 1892
- T. campylota Meyrick, 1892
- T. circumdatella (Walker, 1864)
- T. cryeropis Turner, 1947
- T. crypsidesma Meyrick, 1892
- T. cymatistis Meyrick, 1892
- T. haplonota Meyrick, 1892
- T. heterastis Meyrick, 1892
- T. innubila Turner, 1927
- T. litodes Turner, 1947
- T. mimodora Meyrick, 1892
- T. monolechria Turner, 1947
- T. obliquella Walker, 1864
- T. ophiosema Meyrick, 1892
- T. orthodroma Meyrick, 1892
- T. rubrilinea Turner, 1947
- T. stadiaula Meyrick, 1892
- T. trabeata Meyrick, 1892